# Янгажинський дацан
Янгажинський дацан «Даши Ширбубулін» (бур. Янгаажан хийд, Янгаажан дасан) — буддійський монастир (дацан) школи гелуг на території сільського поселення «Оронгойське» Іволгинського району Бурятії. Діяв з 1830 по 1938 рік. Відроджений у 2017 році.

## Історія
Історія Янгажинського дацану починається з 1830 року, коли в урочищі Янгажин, на відстані 5 км на північний схід від сучасного улусу Оронгой, бурятами шести булагатських родів була поставлена повстяна юрта, що служила дацаном. До цього віруючі цих шести добайкальських родів з 1745 по 1784 рік молилися в Ацайському дацані.
Перший дерев'яний Цогчен-дуган Янгажинського дацану був зведений в 1831 році. Архітектура дугана, в будівництві якого брали участь російські теслі, зазнала впливу традицій російського церковного зодчества: будівля була зведена за типом п'ятиглавого православного храму.
У 1868 році Цогчен-дуган був реставрований.
Крім дугана, на території дацану до 1832 року були побудовані 4 суме (малі храми):
- Докшит — присвячений Захисникам Вчення Будди,
- Аюші — присвячений Будді Довгої Життя Амітаюс,
- Гунрік — на честь Будди Вайрочани,
- Шак'ямуні[2].

Суме Шак'ямуні був розібраний і на його місці в 1899 році побудували двоповерховий будинок Чойра-дугана, в якому розмістилася школа цанід (буддійської філософії). У 1902 році решта три суме були перебудовані і розширені.
З 1903 по 1911 рік у Янгажинському дацані служив настоятелем (ширеете-лама) Даші-Доржо Ітігелов, майбутній XII Пандіто Хамбо-лама. З початком російсько-японської війни (1904—1905) парафіяни дацану, козаки Янгажинської станиці, вирушили на фронт. Ширеете-лама Ітігелов проводив обряди щодо захисту воїнів-земляків, вів велику просвітницьку роботу серед віруючих і мирян. За старанність і вірнопідданість ширеете-лама царськими указами був нагороджений нашийною і нагрудною медалями.
При Ітігелову в 1905 році на місці Гунрік-суме був побудований Деваджин-суме в якості резиденції Далай-лами XIII Тхуптена Г'яцо, який прибув до Ургу того ж року. Його повноважний представник Агван Доржієв, який на той час був фактично першим міністром двору Далай-лами, планував запросити його з візитом до Росії, і дорогою буддійський ієрарх повинен був зупинитися в Янгажинському дацані.
За іншими даними, Деваджин-суме був побудований в пам'ять про воїнів-земляків, які загинули під час російсько-японської війни. У 1911 році будівля суме згоріла. У тому ж році храм відновили на кошти Ітігелова і пожертви прихожан.
У 1913 році замість старої будівлі головного храму було побудовано триповерховий кам'яний Цогчен-дуган. Будівництво велося на пожертвування буддійських священнослужителів і прихожан.
У наступні роки Янгажинський дацан продовжував розвиватися і розширюватися. У 1917 році відкрито Манба-дуган, де почали вчитися майбутні емчі-лами (лікарі тибетської медицини). У 1918 році побудовано Дара-ехе-суме і Дуйнхор-суме. У 1923 році побудований Джуд-суме.
У 1938 році, під час сталінських гонінь на релігію, Янгажинський дацан був закритий. Більшість лам були репресовані. Дугани й суме були розібрані. У 1940 році житлові будинки колишнього дацану були передані в розпорядження Іволгинського виконкому.

## Сучасність
У 1970-х роках лами склали макет Мандали Гунрік, що зберігалася в Янгажинському дацані. У ті ж роки співробітниками Ермітажу відреставровані буддистські статуї. Зараз ритуальні предмети і скульптури божеств знаходяться в Музеї історії Бурятії.
У Іволгинському дацані побудований Гунрік-суме, який повністю відповідає оригіналу з Янгажинського дацану. Будівництво почалося в листопаді 2009 року і велося на добровільні пожертвування віруючих.
У липні 2017 року методом народної будови розпочато зведення нової будівлі Янгажінского дацану.

## Галерея

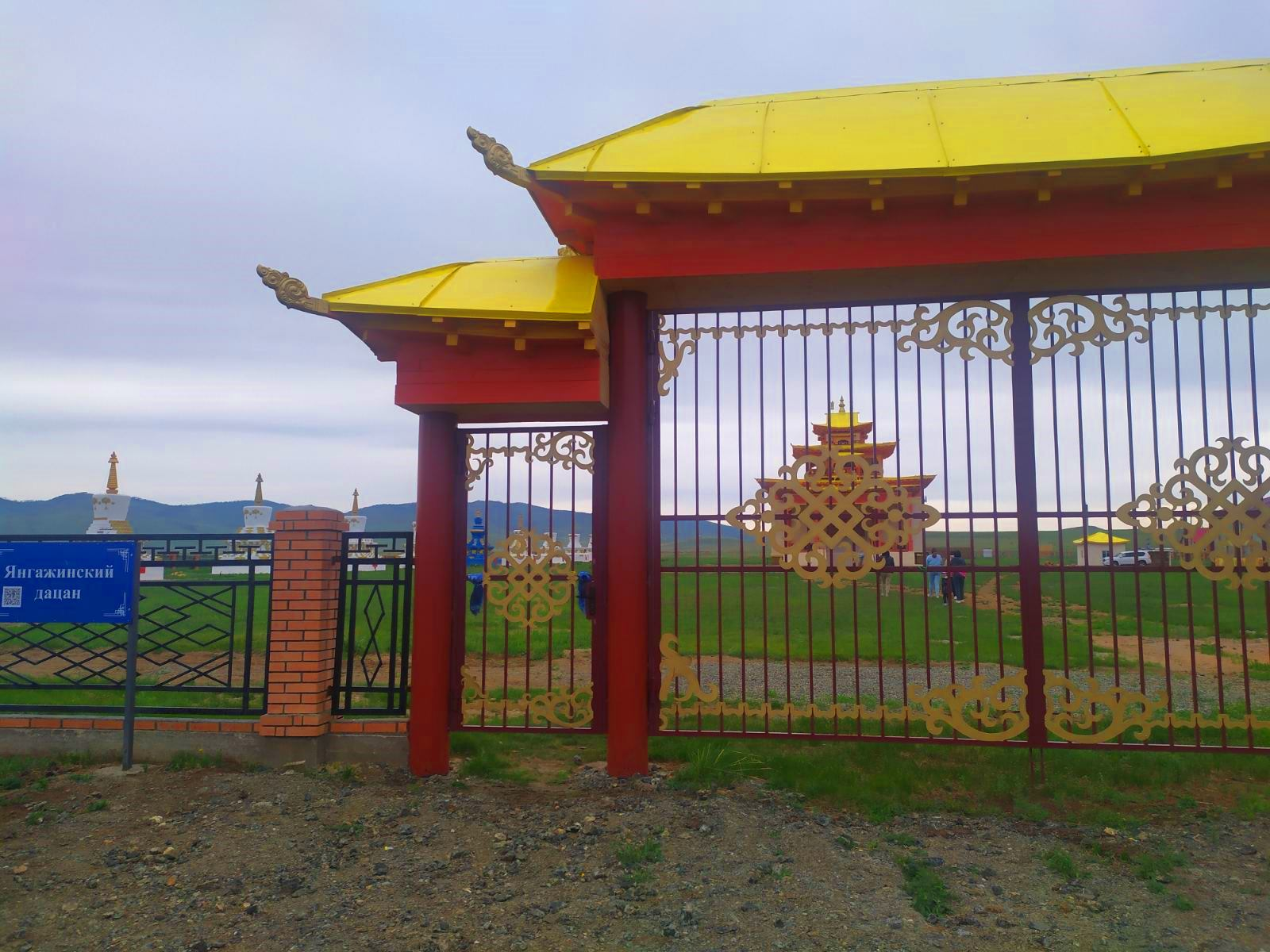
Вхід в Янгажінскій дацан
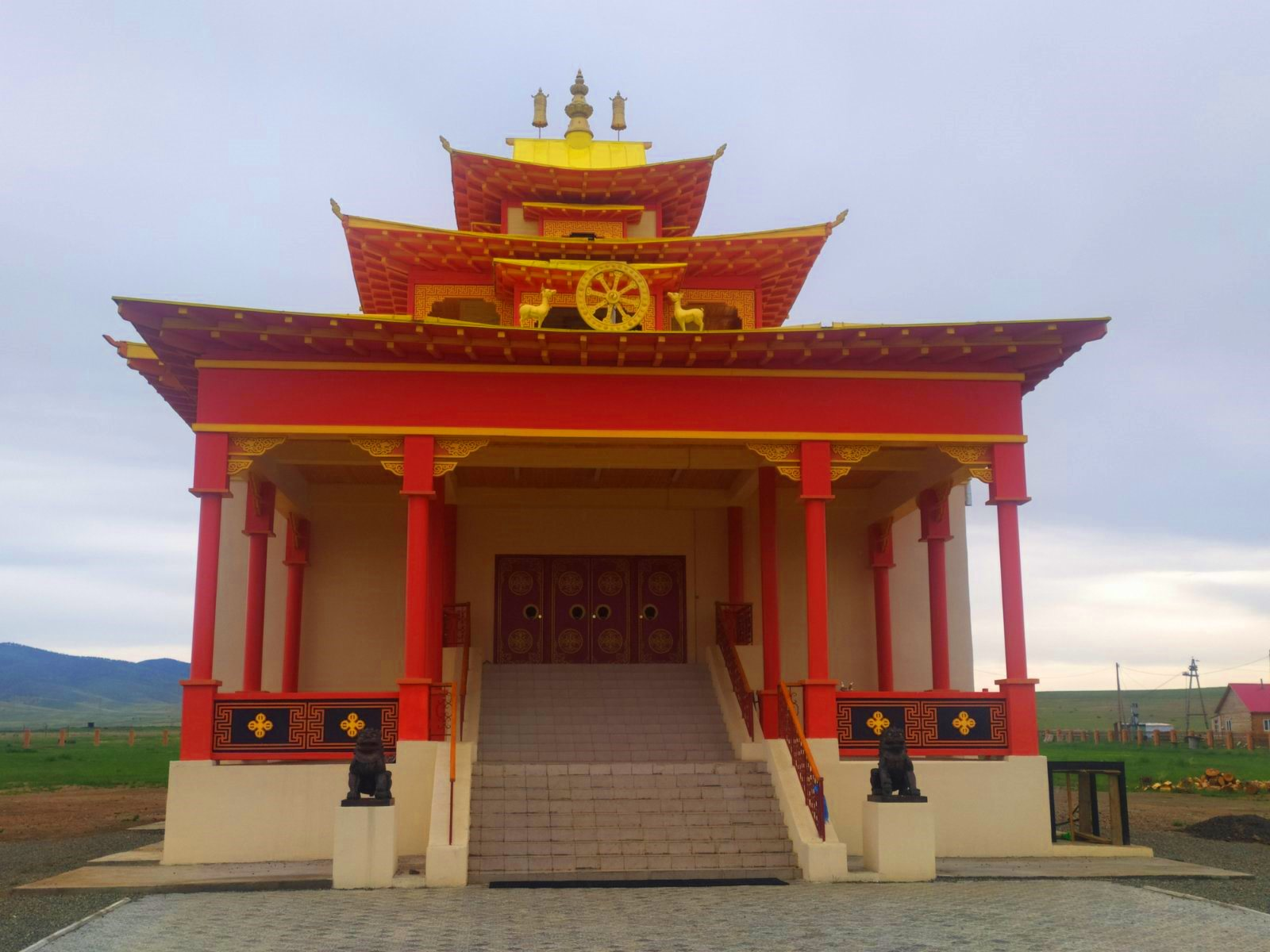
Янгажінскій дацан. Червень 2021 року
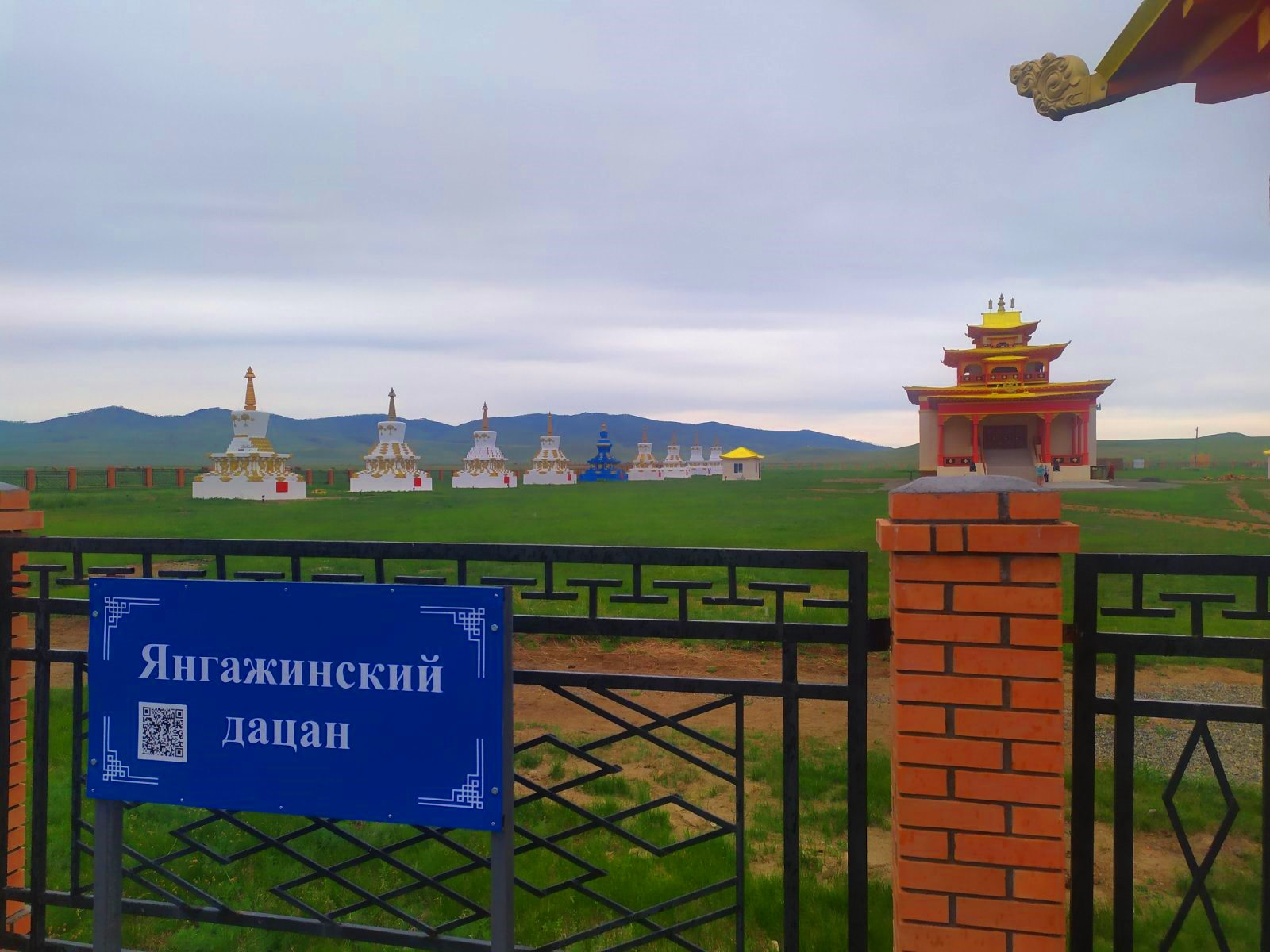
Субургани дацану
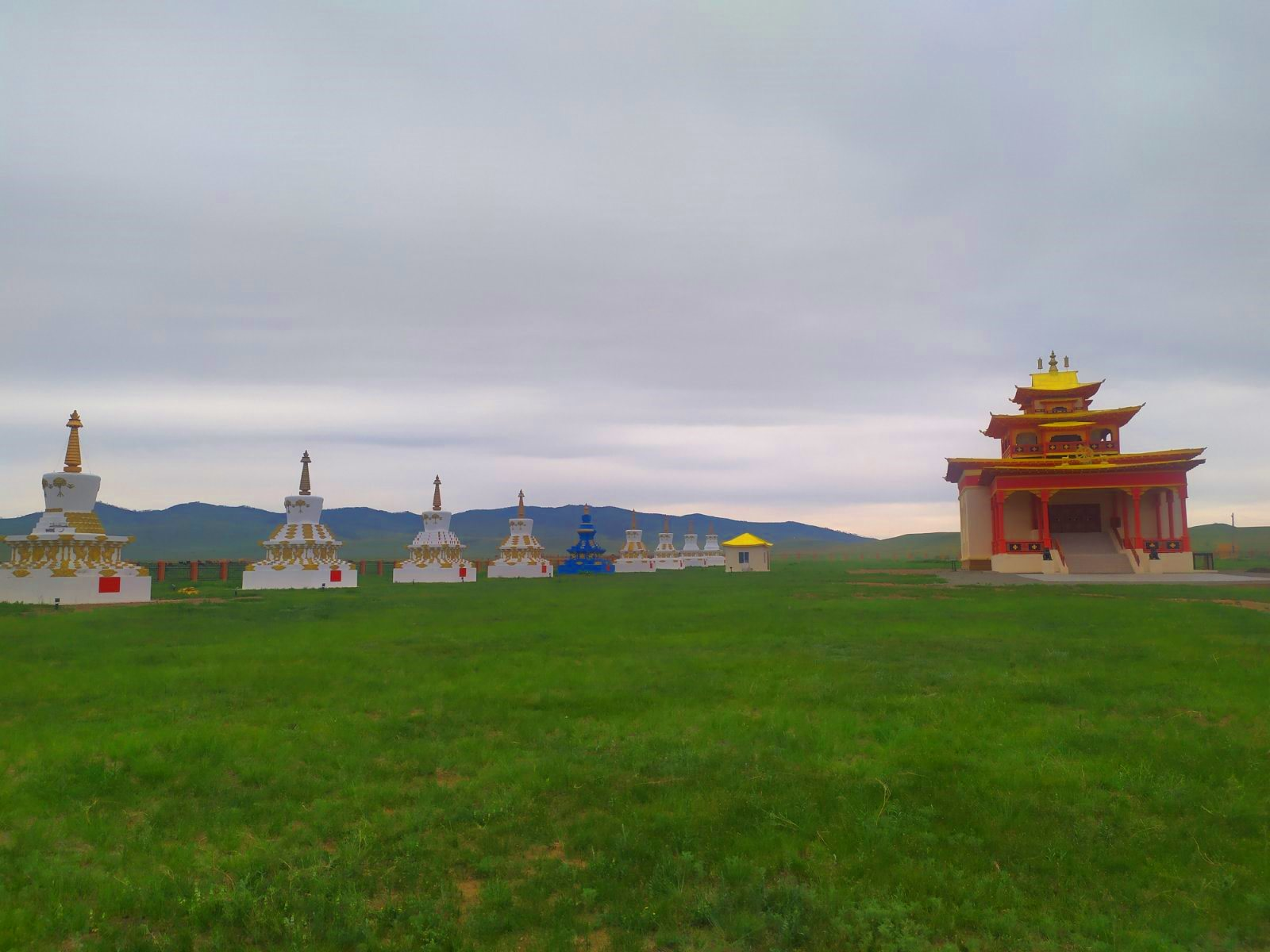
Янгажінскій дацан